# Boucles de la Mayenne 2023
La Boucles de la Mayenne 2023, quarantottesima edizione della corsa e valevole come venticinquesima prova dell'UCI ProSeries 2023 categoria 2.Pro, si svolse in quattro tappe dal 25 al 28 maggio 2023 su un percorso di 538 km, con partenza e arrivo a Laval, nel dipartimento della Mayenne, in Francia. La vittoria fu appannaggio dello spagnolo Oier Lazkano, il quale completò il percorso in 12h35'30", precedendo i francesi Arnaud Démare e Axel Zingle.

## Tappe
| Tappa  | Data      | Percorso                                     | km    | Vincitore di tappa | Leader cl. generale |
| ------ | --------- | -------------------------------------------- | ----- | ------------------ | ------------------- |
| 1ª     | 25 maggio | Laval > Laval (cron. individuale)            | 4,1   | Ivo Oliveira       | Ivo Oliveira        |
| 2ª     | 26 maggio | Saint-Mars-sur-Colmont > Lassay-les-Châteaux | 185,2 | Oier Lazkano       | Oier Lazkano        |
| 3ª     | 27 maggio | Saint-Berthevin > Meslay-du-Maine            | 181,3 | Arnaud Démare      | Oier Lazkano        |
| 4ª     | 28 maggio | Montsûrs > Laval                             | 167   | Arvid de Kleijn    | Oier Lazkano        |
| Totale | Totale    | Totale                                       | 537,6 |                    |                     |

## Squadre partecipanti
| N.      | Cod. | Squadra                |
| ------- | ---- | ---------------------- |
| 1-6     | COF  | Cofidis                |
| 11-16   | ACT  | AG2R Citroën Team      |
| 21-26   | MOV  | Movistar Team          |
| 32-36   | UAD  | UAE Team Emirates      |
| 41-46   | GFC  | Groupama-FDJ           |
| 51-56   | ARK  | Team Arkéa-Samsic      |
| 61-66   | LTD  | Lotto Dstny            |
| 71-76   | UXT  | Uno-X Pro Cycling Team |
| 81-86   | TEN  | TotalEnergies          |
| 91-96   | TUD  | Tudor Pro Cycling Team |
| 101-106 | Q36  | Q36.5 Pro Cycling Team |

| N.      | Cod. | Squadra                           |
| ------- | ---- | --------------------------------- |
| 111-116 | BBH  | Burgos-BH                         |
| 121-126 | HPM  | Human Powered Health              |
| 132-136 | BWB  | Bingoal WB                        |
| 141-146 | EKP  | Equipo Kern Pharma                |
| 151-155 | TFB  | Team Flanders-Baloise             |
| 162-166 | CJR  | Caja Rural-Seguros RGA            |
| 171-176 | UCN  | CIC U Nantes Atlantique           |
| 181-186 | AUB  | St Michel-Mavic-Auber 93          |
| 191-196 | VRL  | Van Rysel-Roubaix Lille Métropole |
| 201-206 | NMC  | Nice Métropole Côte d'Azur        |

## Dettagli delle tappe

### 1ª tappa
- 25 maggio: Laval > Laval - Cronometro individuale – 4,1 km

Risultati
| Pos. | Corridore        | Squadra | Tempo |
| ---- | ---------------- | ------- | ----- |
| 1    | Ivo Oliveira     | UAE     | 5'17" |
| 2    | Axel Zingle      | Cofidis | a 2"  |
| 3    | Benoît Cosnefroy | AG2R    | a 3"  |

| Pos. | Corridore        | Squadra | Tempo |
| ---- | ---------------- | ------- | ----- |
| 1    | Ivo Oliveira     | UAE     | 5'17" |
| 2    | Axel Zingle      | Cofidis | a 2"  |
| 3    | Benoît Cosnefroy | AG2R    | a 3"  |

### 2ª tappa
- 26 maggio: Saint-Mars-sur-Colmont > Lassay-les-Châteaux – 185,2 km

Risultati
| Pos. | Corridore        | Squadra   | Tempo    |
| ---- | ---------------- | --------- | -------- |
| 1    | Oier Lazkano     | Movistar  | 4h29'07" |
| 2    | Célestin Guillon | Van Rysel | a 31"    |
| 3    | Jacob Hindsgaul  | Uno-X     | s.t.     |

| Pos. | Corridore       | Squadra  | Tempo    |
| ---- | --------------- | -------- | -------- |
| 1    | Oier Lazkano    | Movistar | 4h34'23" |
| 2    | Ivo Oliveira    | UAE      | a 42"    |
| 3    | Jacob Hindsgaul | Uno-X    | a 43"    |

### 3ª tappa
- 27 maggio: Saint-Berthevin > Meslay-du-Maine – 181,3 km

Risultati
| Pos. | Corridore       | Squadra  | Tempo    |
| ---- | --------------- | -------- | -------- |
| 1    | Arnaud Démare   | Groupama | 4h05'42" |
| 2    | Milan Menten    | Lotto    | s.t.     |
| 3    | Arvid de Kleijn | Tudor    | s.t.     |

| Pos. | Corridore     | Squadra  | Tempo    |
| ---- | ------------- | -------- | -------- |
| 1    | Oier Lazkano  | Movistar | 8h40'05" |
| 2    | Arnaud Démare | Groupama | a 38"    |
| 3    | Ivo Oliveira  | UAE      | a 40"    |

### 4ª tappa
- 28 maggio: Montsûrs > Laval – 167 km

Risultati
| Pos. | Corridore       | Squadra  | Tempo    |
| ---- | --------------- | -------- | -------- |
| 1    | Arvid de Kleijn | Tudor    | 3h55'22" |
| 2    | Arnaud Démare   | Groupama | s.t.     |
| 3    | Axel Zingle     | Cofidis  | s.t.     |

| Pos. | Corridore     | Squadra  | Tempo     |
| ---- | ------------- | -------- | --------- |
| 1    | Oier Lazkano  | Movistar | 12h35'30" |
| 2    | Arnaud Démare | Groupama | a 29"     |
| 3    | Axel Zingle   | Cofidis  | a 33"     |

## Evoluzione delle classifiche
| Tappa              | Vincitore          | Classifica generale Maglia gialla | Classifica a punti Maglia verde | Classifica scalatori Maglia a pois | Classifica giovani Maglia bianca | Classifica a squadre |
| ------------------ | ------------------ | --------------------------------- | ------------------------------- | ---------------------------------- | -------------------------------- | -------------------- |
| 1ª                 | Ivo Oliveira       | Ivo Oliveira                      | Ivo Oliveira                    | non assegnata                      | Maikel Zijlaard                  | AG2R Citroën Team    |
| 2ª                 | Oier Lazkano       | Oier Lazkano                      | Oier Lazkano                    | Jacob Hindsgaul                    | Oier Lazkano                     | Movistar Team        |
| 3ª                 | Arnaud Démare      | Oier Lazkano                      | Arnaud Démare                   | Jacob Hindsgaul                    | Oier Lazkano                     | Movistar Team        |
| 4ª                 | Arvid de Kleijn    | Oier Lazkano                      | Arnaud Démare                   | Jacob Hindsgaul                    | Oier Lazkano                     | Movistar Team        |
| Classifiche finali | Classifiche finali | Oier Lazkano                      | Arnaud Démare                   | Jacob Hindsgaul                    | Oier Lazkano                     | Movistar Team        |

Maglie indossate da altri ciclisti in caso di due o più maglie vinte
- Nella 2ª tappa Axel Zingle ha indossato la maglia verde al posto di Ivo Oliveira.
- Nella 3ª tappa Axel Zingle ha indossato la maglia verde al posto di Oier Lazkano.
- Nella 3ª e 4ª tappa Ewen Costiou ha indossato quella bianca al posto di Oier Lazkano.

## Classifiche finali

### Classifica generale - Maglia gialla
| Pos. | Corridore         | Squadra       | Tempo     |
| ---- | ----------------- | ------------- | --------- |
| 1    | Oier Lazkano      | Movistar      | 12h35'30" |
| 2    | Arnaud Démare     | Groupama      | a 29"     |
| 3    | Axel Zingle       | Cofidis       | a 33"     |
| 4    | Ivo Oliveira      | UAE           | a 38"     |
| 5    | Milan Menten      | Lotto         | a 40"     |
| 6    | Jacob Hindsgaul   | Uno-X         | a 43"     |
| 7    | Sandy Dujardin    | TotalEnergies | a 45"     |
| 8    | Benoît Cosnefroy  | AG2R          | s.t.      |
| 9    | Mathias Norsgaard | Movistar      | a 46"     |
| 10   | Clément Venturini | AG2R          | a 47"     |

### Classifica a punti - Maglia verde
| Pos. | Corridore       | Squadra  | Punti |
| ---- | --------------- | -------- | ----- |
| 1    | Arnaud Démare   | Groupama | 69    |
| 2    | Axel Zingle     | Cofidis  | 62    |
| 3    | Milan Menten    | Lotto    | 48    |
| 4    | Arvid de Kleijn | Tudor    | 41    |
| 5    | Oier Lazkano    | Movistar | 37    |

### Classifica scalatori - Maglia a pois
| Pos. | Corridore           | Squadra    | Punti |
| ---- | ------------------- | ---------- | ----- |
| 1    | Jacob Hindsgaul     | Uno-X      | 45    |
| 2    | Marco Tizza         | Bingoal WB | 26    |
| 3    | Flavien Maurelet    | St Michel  | 16    |
| 4    | Célestin Guillon    | Van Rysel  | 15    |
| 5    | Maximilien Juillard | Van Rysel  | 9     |

### Classifica giovani - Maglia bianca
| Pos. | Corridore       | Squadra    | Tempo     |
| ---- | --------------- | ---------- | --------- |
| 1    | Oier Lazkano    | Movistar   | 12h35'30" |
| 2    | Jacob Hindsgaul | Uno-X      | a 43"     |
| 3    | Ewen Costiou    | Arkéa      | a 49"     |
| 4    | Jon Barrenetxea | Caja Rural | s.t.      |
| 5    | Nicolò Parisini | Q36.5      | a 50"     |

### Classifica a squadre
| Pos. | Squadra                           | Tempo     |
| ---- | --------------------------------- | --------- |
| 1    | Movistar Team                     | 37h48'26" |
| 2    | Groupama-FDJ                      | a 32"     |
| 3    | TotalEnergies                     | a 34"     |
| 4    | Team Arkéa-Samsic                 | a 39"     |
| 5    | Van Rysel-Roubaix Lille Métropole | a 43"     |